# Kokakó
A kokakó (Callaeas cinerea) a madarak (Aves) osztályába a verébalakúak (Passeriformes) rendjébe és a kokakófélék (Callaeatidae) családjába tartozó Callaeas nem egyetlen faja. A legújabb eredmények alapján a két alfaj két külön fajt alkot: Callaeas cinerea és Callaeas wilsoni.

## Előfordulása
Új-Zéland területén honos. A szigetország két nagy szigetén egymástól földrajzilag jól elkülönülten élt egykor kettő alfaja, melyeket újonnan különálló fajoknak tartanak.
A Callaenas cinereus cinereus alfaj - melynek narancssárga bőrlebenyei voltak az arcán a Déli-szigeten élt, de mára nagy valószínűséggel kipusztult.
Az Északi-szigeten jelenleg is él a kék lebenyes Callaenas cinerea wilsoni alfaj.

## Alfajai
- Callaeas cinerea wilsoni
- Callaeas cinerea cinerea

|  |

## Megjelenése
Testhossza 38 centiméter, testsúlya 230 gramm.A madár tollazata palaszürke színű, arca fekete és csőre alatt kék bőrfüggelék található. Csőre fekete, viszonylag rövid, szárnyai rövidek, lekerekítettek.
|  |

## Életmódja
Főként gyümölcsökkel, virágokkal, nektárral és rügyekkel táplálkozik.

## Szaporodása
Párzási ideje novembertől februárig tart. Fészkét fára építi mohából, zuzmóból és páfrányokból. Fészekalja általában 3 tojásból áll. A tojó kotlik a tojásokon, míg a hím hordja neki a táplálékot.

## Természetvédelmi helyzete
Az Új-Zélandon meghonosodott emlős ragadozók (görények, hermelinek, de mindenekelőtt elvadult macskák) miatt a faj egyetlen fennmaradt alfajának állományai számottevően visszaestek az utóbbi időkben. Jelenlegi egyedszámát 1000 és 1400 egyed közöttire becsülik.
Az új-zélandi természetvédelmi hatóságok komoly fajmentési munkákkal próbálják a még megmaradt populációkat megvédeni. Elsősorban a kokakó élőhelyein történő intenzív csapdázással és vadászattal próbálják féken tartani vagy kiirtani a ragadozó emlősök populációit, illetve néhány madarat áttelepítettek apró, ragadozó emlősöktől mentes szigetekre, amelyeken már sikerült sikereket elérni más endemikus madárfajok természetvédelmi munkái során.

## Fordítás
- Ez a szócikk részben vagy egészben  a   Lappenkrähe című német Wikipédia-szócikk fordításán alapul.  Az eredeti cikk szerkesztőit annak laptörténete sorolja fel. Ez a jelzés csupán a megfogalmazás eredetét és a szerzői jogokat jelzi, nem szolgál a cikkben szereplő információk forrásmegjelöléseként.